# Beata Trylińska
Beata Aleksandra Trylińska (ur. 8 marca 1908 w Wilnie, zm. 9 listopada 1973 w Warszawie) – polska architektka, konserwatorka zabytków, członkini SARP O. Warszawa. 

## Życiorys
Urodziła się 8 marca 1908 w Wilnie, w rodzinie inżyniera Władysława Trylińskiego i Beaty z Pieczkowskich (1878–1957). Była siostrą profesora Władysława Trylińskiego i Marii po mężu Kusznierewicz (1911–1994). Uczęszczała do gimnazjum żeńskiego Zofii Sierpińskiej w Warszawie, maturę zdała w 1925. Studia ukończyła na Wydziale Architektury Politechniki Warszawskiej (1930). W czasie studiów, w 1927 przystąpiła do Stowarzyszenia Katolickiej Młodzieży Akademickiej „Iuventus Christiana”.
Podczas okupacji niemieckiej przebywała w Warszawie. Po upadku powstania warszawskiego znalazła się w obozie przejściowym w Pruszkowie, skąd przedostała się do Milanówka.

Po zakończeniu II wojny światowej zgłosiła się do Biura Odbudowy Stolicy, w którym pracowała przy odbudowie warszawskich budynków, głównie kościołów.
Była autorką m.in.:

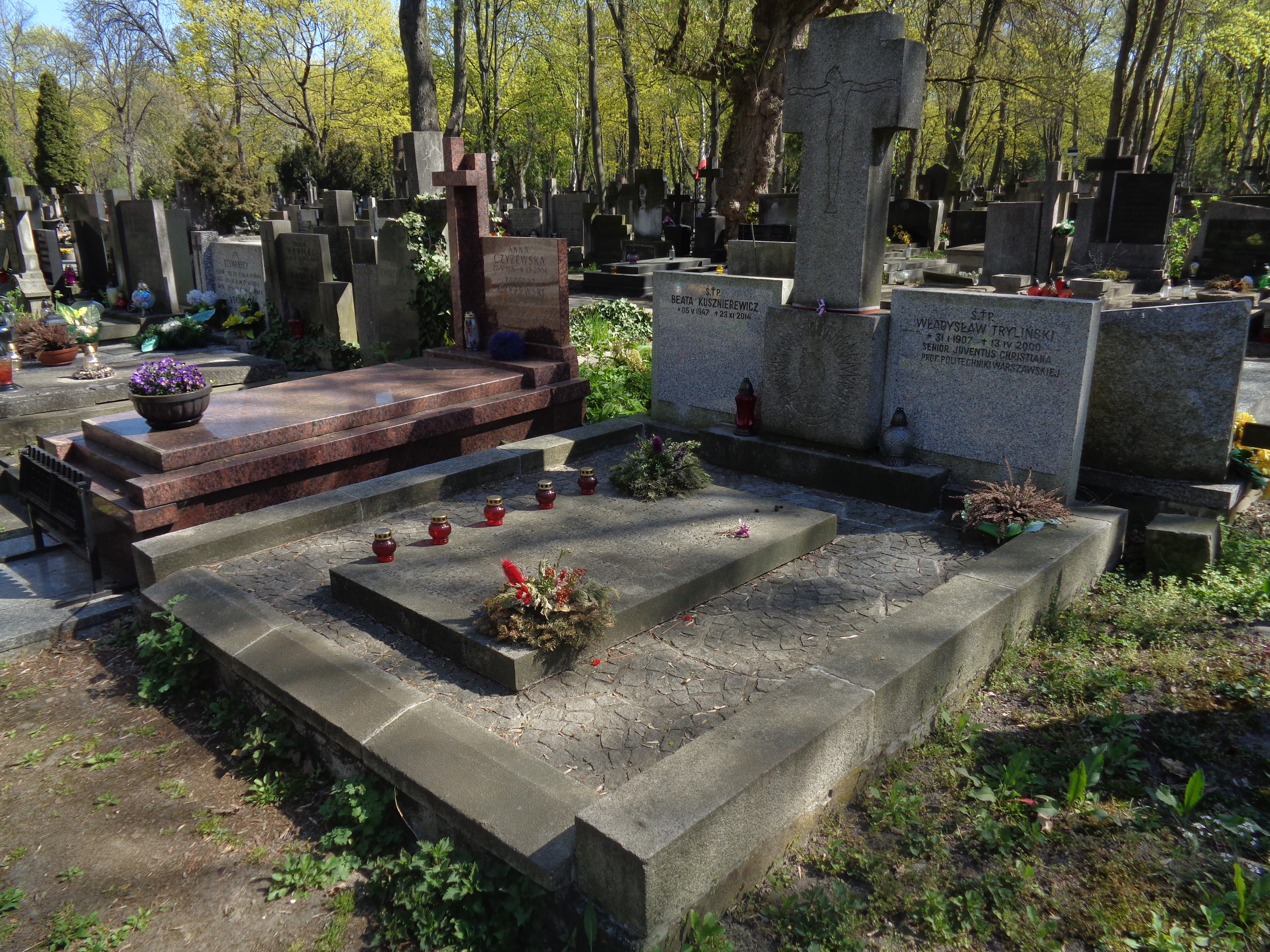
Grób Trylińskich na cmentarzu Powązkowskim

- odbudowy kościoła pw. św. Anny w latach 1946–1962 – współautorem był Stanisław Sołtyk;

- odbudowy kościoła pw. Nawiedzenia Najświętszej Marii Panny w latach 1947–1957 – współautorką była Halina Kosmólska-Szulc. Podczas odbudowy podjęto próbę regotyzacji świątyni, m.in. rozebrano przybudówkę.

- odbudowy kościoła pw. Wszystkich Świętych;

- Muzeum Przemysłu i Rolnictwa;
- odbudowy Odwachu przy ul. Krakowskie Przedmieście 66 (po 1945);
- odbudowy pałacyku Wojciecha Bogusławskiego przy ul. Żelaznej 97.

Zmarła w Warszawie. Została pochowana na cmentarzu Powązkowskim (kwatera 141-2-23,24).

## Ordery i odznaczenia
- Srebrny Krzyż Zasługi (22 lipca 1949)[3]
- Krzyż „Pro Ecclesia et Pontifice” (Watykan, 1971)

## Publikacje
- Kościół pp. Sakramentek na Nowym Mieście w Warszawie, „Ochrona Zabytków” t.4 /1–2 (12–13), 1951, s. 91–92.
- Kościół św. Anny w Warszawie. Opis robót w latach 1933–1970, „Rocznik Warszawski” t.17, 1984, s. 81–128.
- Odbudowa kościoła Nawiedzenia Najświętszej Marii Panny na Nowym Mieście w Warszawie. Roboty konserwatorskie i budowlane wykonane w latach 1949–1969 za mojego kierownictwa nadzoru robót, „Rocznik Warszawski” t.19, 1987, s. 189–207.
- Odbudowa pałacyku Wojciecha Bogusławskiego po zniszczeniach 1944 roku, „Rocznik Warszawski” t.20, 1988, s. 243–257.